# 阎晓明 (1962年)
阎晓明（1962年8月—），男，汉族，山西定襄人，中华人民共和国传媒工作者，曾任人民日报社副总编辑，国家新闻出版广电总局党组成员，中央人民广播电台分党组书记、台长，中央广播电视总台副台长。
2023年2月，不再担任中央广播电视总台副台长职务。